# Lumeau
Lumeau település Franciaországban, Eure-et-Loir megyében. Lakosainak száma 137 fő (2022. január 1.). Lumeau Terminiers, Tillay-le-Péneux, Sougy, Poupry, Baigneaux és Loigny-la-Bataille községekkel határos.

## Népesség
A település népességének változása:
| Lakosok száma | 297  | 194  | 179  | 184  | 184  | 171  | 149  | 140  | 135  | 137  |
|               | 1968 | 1982 | 1990 | 2006 | 2013 | 2015 | 2017 | 2019 | 2020 | 2022 |